# Punch (ciutat)
Poonch o Punch és una ciutat i municipi de Jammu i Caixmir, capital del districte de Poonch (Índia), situada a 33° 46′ N, 74° 06′ E / 33.77°N,74.1°E. Consta al cens del 2001 amb una població de 23.442 habitants.
El seu nom antic fou Parnotsa o Prontsa (caixmiri Prunts). Vers 850 va esdevenir capital d'un estat regit pel raja Nar, dedicat al comerç de cavalls. Mahmud de Gazni va combatre a l'àrea el 1020. El 1596 el mogols van concedir Poonch a Siraj al-Din amb seu a Lohara (Loran). Els seus descendents foren entre altres raja Shahbaz Khan, raja Abdul Razak, raja Rustam Khan i raja Khan Bahadur Khan (aquest darrer fins a 1792). El 1819 la regió va ser conquerida per Ranjit Singh de Lahore. El 20 de juny de 1827 fou concedit en jagir a Dhian Singh (fill de Kishor Singh), camarlenc de Caixmir i germà de Gulab Singh, junt amb altres jagirs a Jammu. El 1828 fou nomenat conseller i ministre principal a Lahore (1828-1843). El 1837 el territori fou concedit temporalment a Raja Faiz Talab Khan de Rahuri; el 1843, mort Dhian, va passar al su fill Hira Singh, mort el 1844 i després al seu germà Jawahir Singh. El 1846, derrotat el regne de Lahore pels britànics, va quedar dins l'estat de Caixmir, però governat per Jawahir Singh, nebot del raja dogra de Caixmir, Gulab Singh. El 1901 fou elevat a principat immediat el 1901 per les autoritats britàniques fins al 1936 quan el maharajà Hari Singh de Caixmir el va rebaixar altre cop a jagir.
El 1947 van circular rumors de matances de musulmans a Jammu i les milícies locals es van revoltar; els rebels van atacar Poonch (ciutat) durant mesos (1947-1948) però el novembre de 1948 els indis es van assegurar el control de la ciutat mentre la major part del districte va quedar pel Pakistan.